# Јохан Кројф арена
Јохан Кројф Арена је стадион који се налази у Амстердаму. На њему своје утакмице игра ФК Ајакс. Рангиран је од стране УЕФА са 5 звездица. Ово је највећи стадион у Холандији. Грађен је између 1993. и 1996. године и коштао је 140 милиона евра. На њему су игране фудбалске и рагби утакмице, одржавани су концерти и друга дешавања.
Стадион користи Ајакс од 1996. године и на њему су играли Амстердам Адмиралси (од 1997 до 2007), сада непостојећи клуб америчког фудбала. Такође је један од стадиона на коме се играло Европско првенство у фудбалу 2000. године. Финале Лиге шампиона 1998. године је играно овде као и финале Лиге Европе 2013. године.